# 国立病院機構埼玉病院
独立行政法人国立病院機構埼玉病院（どくりつぎょうせいほうじんこくりつびょういんきこうさいたまびょういん）は、埼玉県和光市にある医療機関。
独立行政法人国立病院機構が運営する病院である。

## 歴史・概要
1941年（昭和16年）7月20日に埼玉県新座郡新倉村（現・和光市）に大日本帝国陸軍が白子陸軍病院として開設。
同年11月2日に移転した陸軍予科士官学校に関連して陸軍は新倉村と白子村の両村の全面積の約20%を買収しており、その一角に開設。
1944年（昭和19年）4月1日に振武台陸軍病院と改称。
1945年（昭和20年）8月に第2次世界大戦で敗戦となったため、全ての陸海軍病院は連合国軍総司令部の監督下に置かれることになった。
日本政府と連合国軍総司令部との交渉の結果、同年11月19日に「厚生省に移管して一般市民の医療を行うこと」などを条件に返還。
なお、軍の施設でなくなるものの、当時大勢いた傷痍軍人の治療は引き続き行うものとされていた。
これを受けて、同年12月1日に当院も厚生省に移管されて「国立埼玉病院」と改称し、一般市民の医療に当たる病院となった。
その後、敷地の一部を日本住宅公団に譲渡し、1966年（昭和41年）10月に「諏訪原団地」が開設。
1976年（昭和51年）に厚生省が計画した「救命救急センター」を地元自治体などの支援を受けて招致したものの、全国で8か所のみの指定となったことから実現しなかった。
そこで、稼働率が低迷していた結核病棟を転用して代替施設の整備が進められることになり、埼玉県が補助金を出すと共に、和光市のほか朝霞市や新座市、志木市が医療機器を提供することになった。
こうした地元自治体の支援もあり、1978年（昭和53年）12月に「地域救急医療システム」と呼ぶ事実上の「救命救急センター」を開設し、地域の救急医療の中核を担うことになった。なお、2021年（令和3年）5月1日に埼玉県から「救命救急センター」の指定を受け、正式に「救命救急センター」を開設した。
2004年（平成16年）4月1日に国立病院が「独立行政法人国立病院機構」に組織変更され、独立行政法人国立病院機構 埼玉病院となった。
政策医療分野における小児医療・周産期医療・救急医療・緩和医療・がん等高度専門医療・感染症医療の基幹医療施設である。地域医療支援病院の承認を受ける。

## 年表
- 1941年（昭和16年）7月20日 - 大日本帝国陸軍が白子陸軍病院として開設[1]。
- 1944年（昭和19年）4月1日 - 振武台陸軍病院と改称[1]。
- 1945年（昭和20年）12月1日 - 陸軍省から厚生省に移管、国立埼玉病院となる[1]。
- 1978年（昭和53年）12月 - 「地域救急医療システム」として事実上の「救命救急センター」を開設[4]。
- 2004年（平成16年）4月1日 - 国立病院が「独立行政法人国立病院機構」に組織変更、「独立行政法人国立病院機構 埼玉病院」となる[2]。
- 2010年（平成22年）1月4日 - 新病棟開院。
- 2012年（平成24年）11月12日 - 災害拠点病院の指定を受ける。
- 2014年（平成26年）12月6日 - 埼玉DMAT指定病院の指定を受ける。
- 2021年（令和3年）5月1日 - 救命救急センターの指定を受け、正式な救命救急センターの開設となる[5]。

## 診療科
- 内科
- 総合診療科
- 脳神経内科
- 呼吸器内科
- 消化器内科
- 循環器内科
- 小児科・小児外科
- 外科（消化器外科）
- 乳腺外科
- 整形外科
- 形成外科
- 脳神経外科
- 呼吸器外科
- 心臓血管外科
- 皮膚科
- 泌尿器科
- 産科
- 婦人科
- 眼科
- 耳鼻咽喉科
- リハビリテーション科
- 放射線科
- 麻酔科
- 精神科
- 緩和ケア内科
- 救急科

## 病院の種類
- 保険医療機関
- 地域医療支援病院
- 臨床研修指定病院
- 循環器病基幹施設
- 地域がん診療連携拠点病院
- エイズ治療拠点病院
- DPC対象病院
- 災害拠点病院
- DMAT指定病院
- 救命救急センター
- 地域周産期母子医療センター

初診時に紹介状がない場合は7,700円が加算される。

## 交通アクセス
埼玉病院ホームページの「交通アクセス」を参照

## ギャラリー

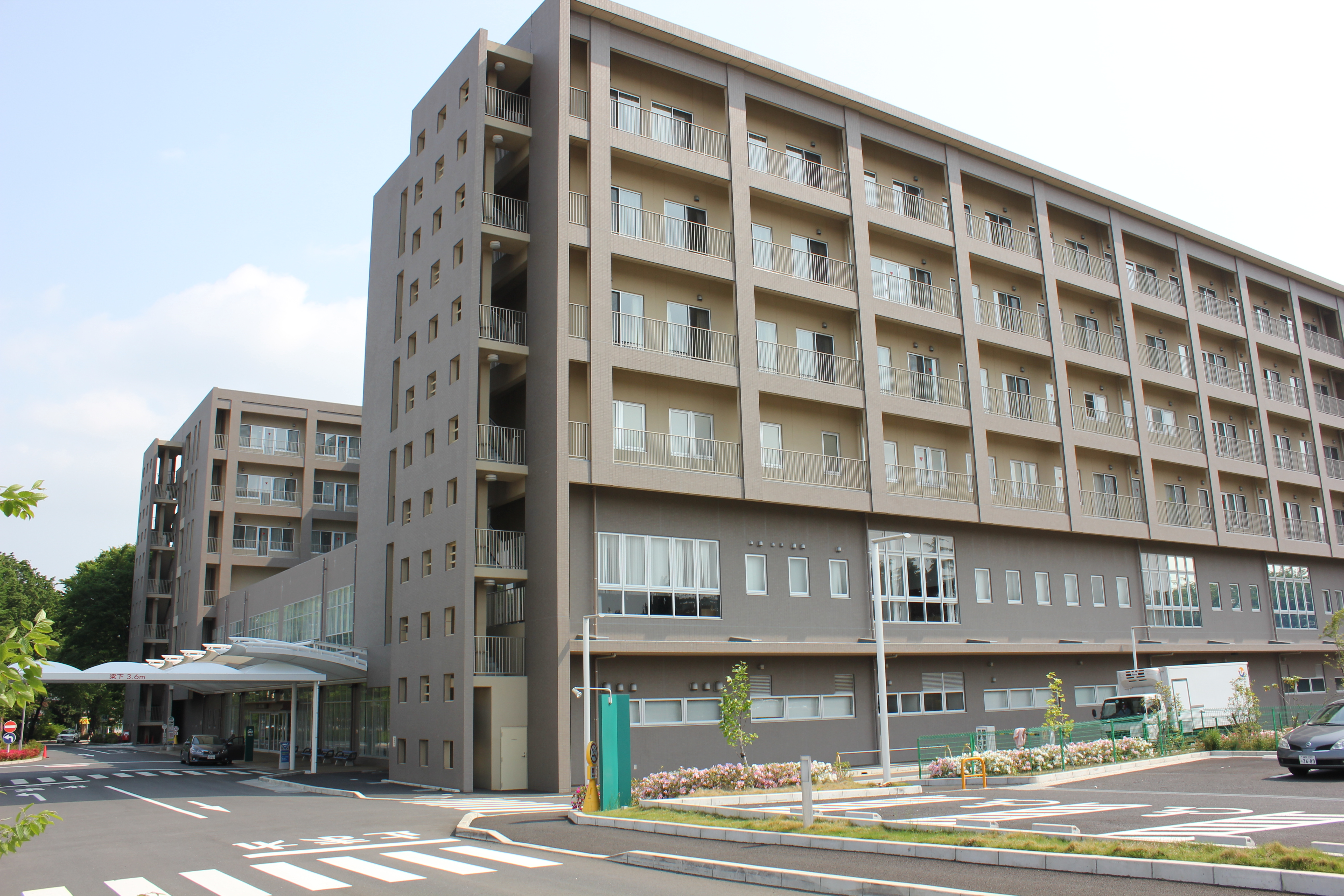
入院棟
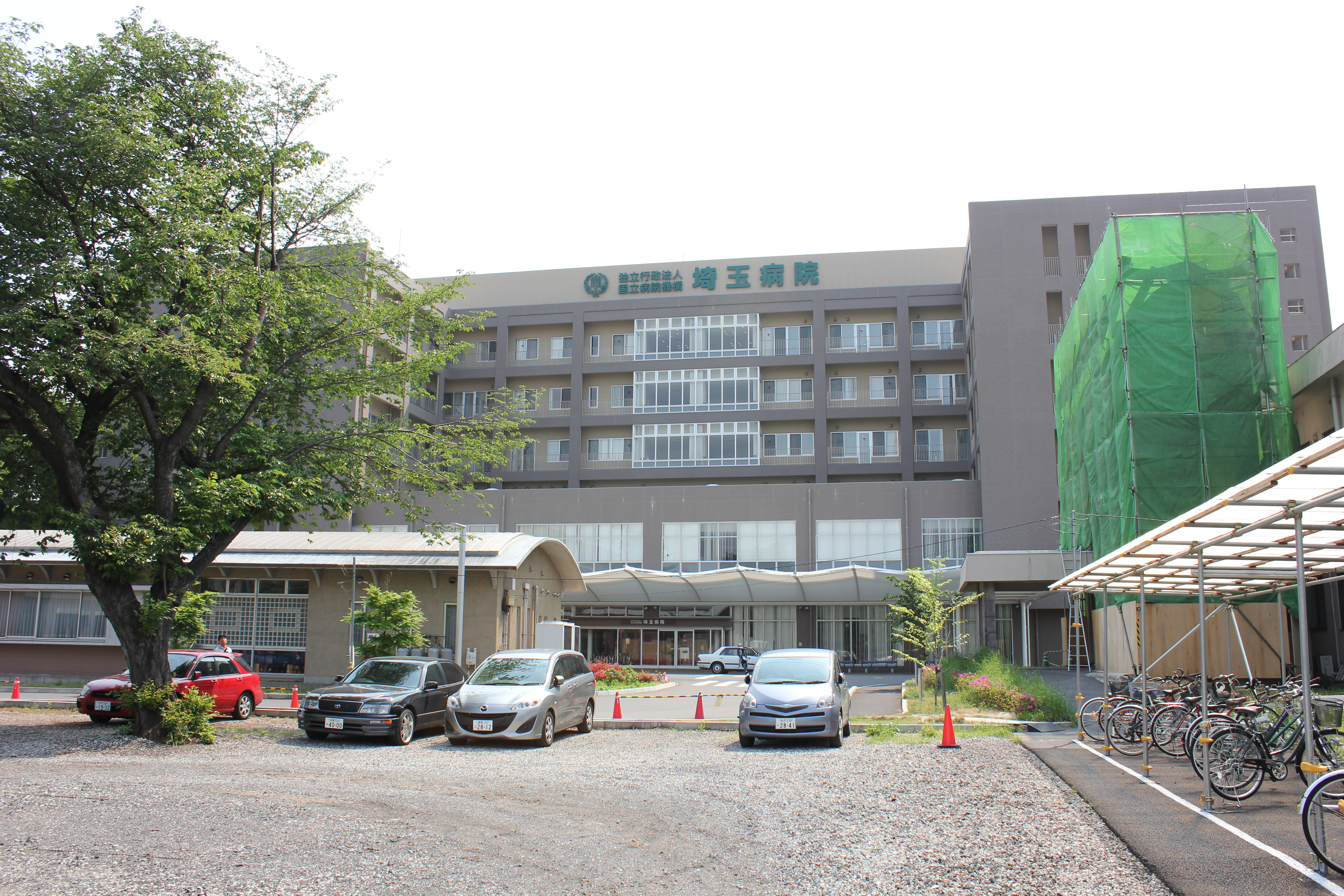
正面入口側外観
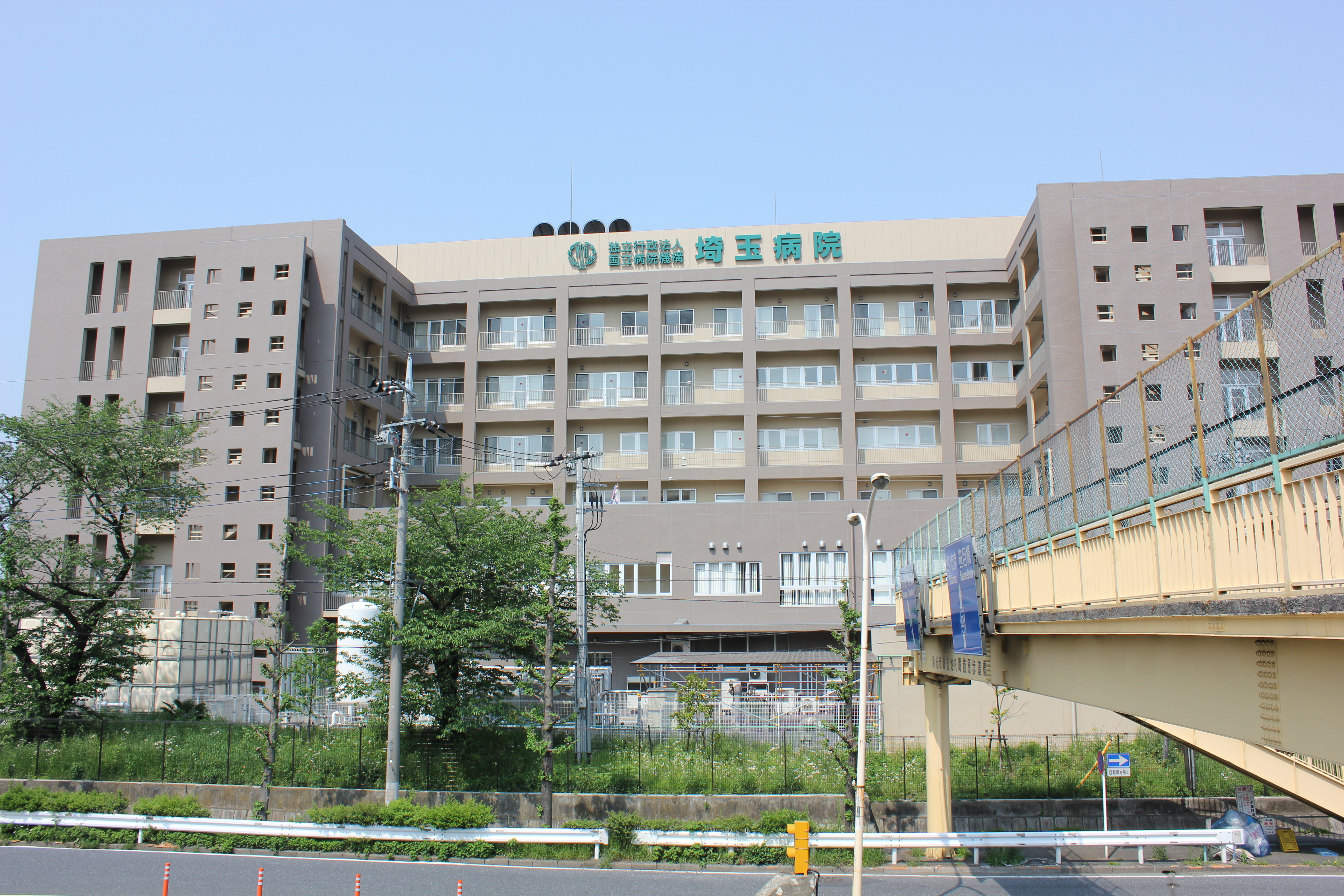
笹目通り側外観